# أل هولاند
أل هولاند (بالإنجليزية: Al Holland)‏ هو لاعب كرة قاعدة أمريكي، ولد في 16 أغسطس 1952 في روانوك في الولايات المتحدة.

## وصلات خارجية
- أل هولاند على موقع دوري كرة القاعدة الرئيسي (الإنجليزية)
- أل هولاند على موقعبيزبول رفرنس.كوم (الدوري الرئيسي) (الإنجليزية)
- أل هولاند على موقعبيزبول رفرنس.كوم (الدوري الثانوي) (الإنجليزية)
- أل هولاند على موقع إي إس بي إن.كوم (أم.أل.بي) (الإنجليزية)
- أل هولاند على موقع مشجعي الرسوم البيانية (الإنجليزية)